# Горње Церање
Горње Церање је насељено мјесто у Равним Котарима, у сјеверозападној Далмацији. Припада граду Бенковцу, у Задарској жупанији, Република Хрватска.

## Географија
Налазе се 6 км јужно од Бенковца.

## Историја
Горње Церање се од распада Југославије до августа 1995. године налазило у Републици Српској Крајини.

## Култура
У Горњим Церањама се налази српска православна црква Св. Илије из 1712. године.

## Становништво
Према попису из 1991. године, Горње Церање су имале 316 становника, од чега 252 Србина, 37 Хрвата, 1 Југословена и 26 осталих. Према попису становништва из 2001. године, Горње Церање је имало 61 становника. Горње Церање је према попису становништва из 2011. године имало 62 становника.
| Националност       | 1991. | 1981. | 1971. | 1961. |
| Срби               | 252   | 273   | 278   | 351   |
| Југословени        | 1     | 15    | 9     |       |
| Хрвати             | 37    | 37    | 42    | 48    |
| остали и непознато | 26    | 1     | 1     |       |
| Укупно             | 316   | 326   | 330   | 399   |

| Демографија | Демографија | Демографија |
| Година      | Становника  | Становника  |
| ----------- | ----------- | ----------- |
| 1961.       | 399         |             |
| 1971.       | 330         |             |
| 1981.       | 326         |             |
| 1991.       | 316         |             |
| 2001.       | 61          |             |
| 2011.       |             | 62          |

## Попис 1991.
На попису становништва 1991. године, насељено место Горње Церање је имало 316 становника, следећег националног састава:
| Попис 1991.‍  | Попис 1991.‍  | Попис 1991.‍ | Попис 1991.‍ | Попис 1991.‍ |
| ------------ | ------------ | ----------- | ----------- | ----------- |
|              |              |             |             |             |
| Срби         | Срби         |             | 252         | 79,74%      |
| Хрвати       | Хрвати       |             | 37          | 11,70%      |
| Грци         | Грци         |             | 4           | 1,26%       |
| Југословени  | Југословени  |             | 1           | 0,31%       |
| остали       | остали       |             | 11          | 3,48%       |
| неопредељени | неопредељени |             | 2           | 0,63%       |
| непознато    | непознато    |             | 9           | 2,84%       |
| укупно: 316  |              |             |             |             |

## Презимена
| - Војводић — Православци, славе Ђурђевдан - Гагић — Православци, славе Ђурђевдан - Додиг — Православци, славе Ђурђевдан - Драча — Православци, славе Св. Стефана - Дукић — Православци, славе Св. Николу - Каран — Православци, славе Ђурђевдан - Кљајић — Православци, славе Св. Стефана - Малбаша — Православци, славе Св. Јована | - Ратковић — Православци, славе Св. Јована - Суботић — Православци, славе Св. апостола и јеванђелисту Марка - Филиповић — Православци, славе Св. Стефана Дечанског - Чепрња — Православци, славе Св. Луку - Читлак — Православци, славе Св. апостола и јеванђелисту Марка - Шапоња — Православци, славе Св. Василија - Будан — Римокатолици - Гашпар — Римокатолици |

## Познате личности
- Милан Малбаша, српски глумац и имитатор